# Kabinet-Cuno
Het Kabinet–Cuno regeerde in de Weimarrepubliek van 22 november 1922 tot 13 augustus 1923. Deze coalitie bestond uit de Duitse Centrumpartij (Zentrum), de Duitse Democratische Partij (DDP), de Duitse Volkspartij (DVP) en een aantal partijlozen. De rijkskanselier Wilhelm Cuno behoorde zelf ook niet tot een partij. 

## Kabinet–Cuno
| Ambtsbekleder | Ambtsbekleder      | Ambtsbekleder                               | Functie(s)                            | Ambtstermijn     | Ambtstermijn     | Partij(en) |
| ------------- | ------------------ | ------------------------------------------- | ------------------------------------- | ---------------- | ---------------- | ---------- |
|               | Wilhelm Cuno       | Wilhelm Cuno (1876–1933)                    | Rijkskanselier                        | 22 november 1922 | 13 augustus 1923 | O          |
| Vacant        | Vacant             | Vacant                                      | Vicekanselier                         |                  |                  |            |
|               | Rudolf Oeser       | Rudolf Oeser (1858–1926)                    | Rijksminister van Binnenlandse Zaken  | 22 november 1922 | 13 augustus 1923 | DDP        |
|               | Hans von Rosenberg | Hans von Rosenberg (1879–1956)              | Rijksminister van Buitenlandse Zaken  | 22 november 1922 | 13 augustus 1923 | O          |
|               | Andreas Hermes     | Andreas Hermes (1878–1964)                  | Rijksminister van Financiën           | 26 oktober 1921  | 13 augustus 1923 | DZ         |
|               | Heinrich Albert    | Heinrich Albert (1874–1960)                 | Rijksminister van de Schatkist        | 22 november 1922 | 1 april 1923     | O          |
|               | Rudolf Heinze      | Rudolf Heinze (1865–1928)                   | Rijksminister van Justitie            | 22 november 1922 | 13 augustus 1923 | DVP        |
|               |                    | Johann Becker (1869–1951)                   | Rijksminister van Economische Zaken   | 22 november 1922 | 13 augustus 1923 | DVP        |
|               | Otto Geßler        | Otto Geßler (1875–1955)                     | Rijksminister van Defensie            | 27 maart 1920    | 20 januari 1928  | DDP        |
|               | Heinrich Brauns    | Heinrich Brauns (1868–1939)                 | Rijksminister van Arbeid              | 20 juni 1920     | 12 juni 1928     | DZ         |
|               | Wilhelm Groener    | Generalleutnant Wilhelm Groener (1867–1939) | Rijksminister van Verkeer             | 25 juni 1920     | 13 augustus 1923 | O          |
| Vacant        | Vacant             | Vacant                                      | Rijksminister van Wederopbouw         |                  |                  |            |
|               | Heinrich Albert    | Heinrich Albert (1874–1960)                 | Rijksminister van Wederopbouw         | 1 april 1923     | 13 augustus 1923 | O          |
|               |                    | Karl Müller (1884–1964)                     | Rijksminister van Voedsel en Landbouw | 22 november 1922 | 25 november 1922 | DZ         |
| Vacant        |                    |                                             | Rijksminister van Voedsel en Landbouw |                  |                  |            |
|               | Hans Luther        | Hans Luther (1879–1962)                     | Rijksminister van Voedsel en Landbouw | 1 december 1922  | 6 oktober 1923   | O          |
|               | Karl Stingl        | Karl Stingl (1864–1936)                     | Rijksminister van Posterijen          | 22 november 1922 | 13 augustus 1923 | BVP        |